# Heilstätte Harzgerode

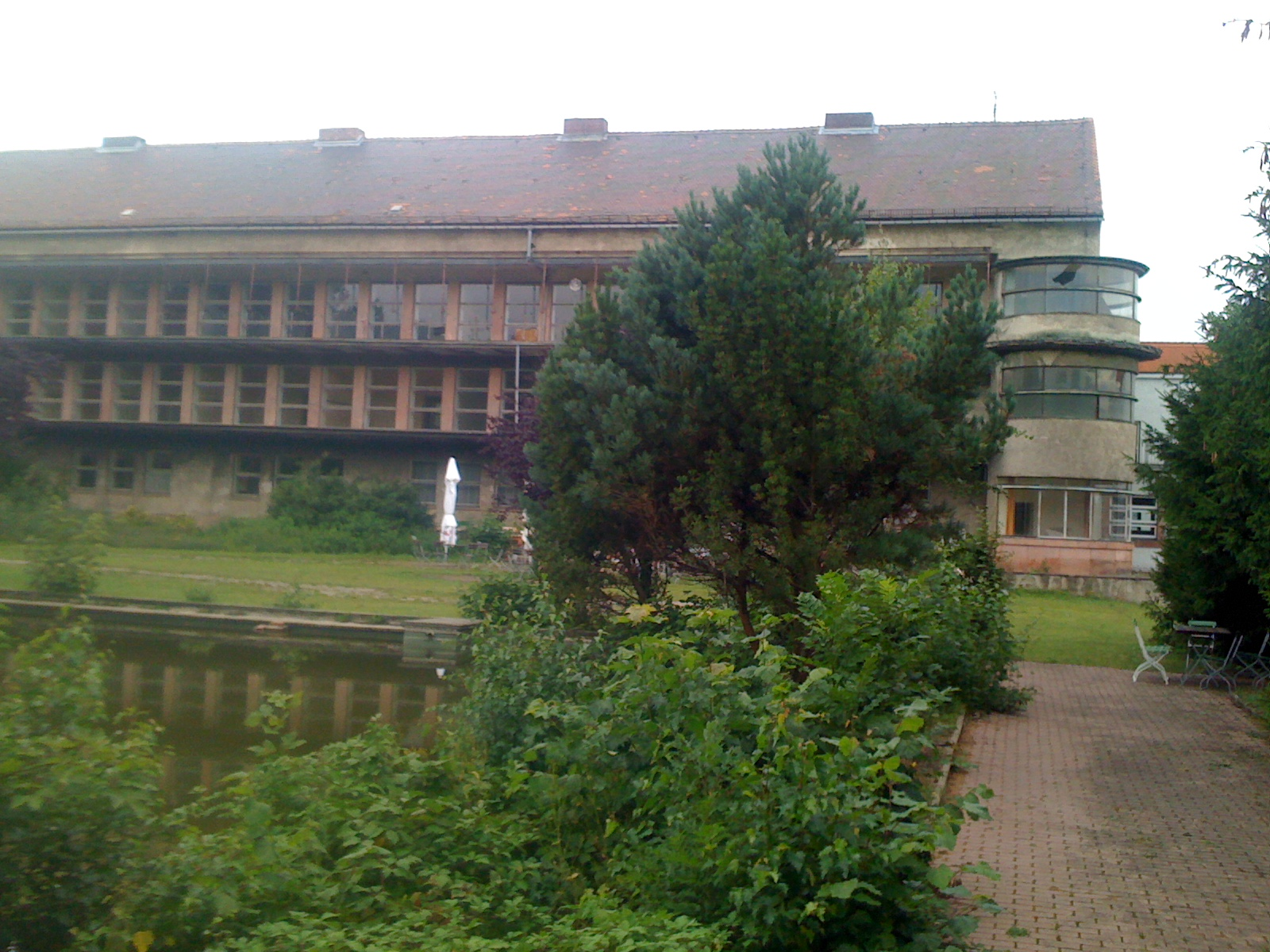
Heilstätte Harzgerode im Jahr 2011

Die Heilstätte Harzgerode war ein 1928–1931 nach Entwurf des Architekten Godehard Schwethelm gebaute Lungenheilstätte, in der von 1931 bis 1998 zunächst Tuberkulose, später auch andere Lungenleiden von Kindern behandelt wurden. Das Gebäudeensemble umfasst das Hauptgebäude, eine Gärtnerei, zwei Ärztewohnhäuser, die Chefarztvilla, eine Isolationsstation, ein Schulgebäude, sowie ein Torhaus. Das im Stil des Neuen Bauens gestaltete Ensemble steht unter Denkmalschutz, ist jedoch derzeit noch stark vernachlässigt.

## Lage
Die Heilstätte Harzgerode liegt nördlich der Stadt Harzgerode auf einem 21 ha großen, parkähnlich angelegten Grundstück, das als Lichtung von Nadel- und Laubwald umschlossen ist. Mehrere Wanderwege führen am Gelände entlang.

## Architektur

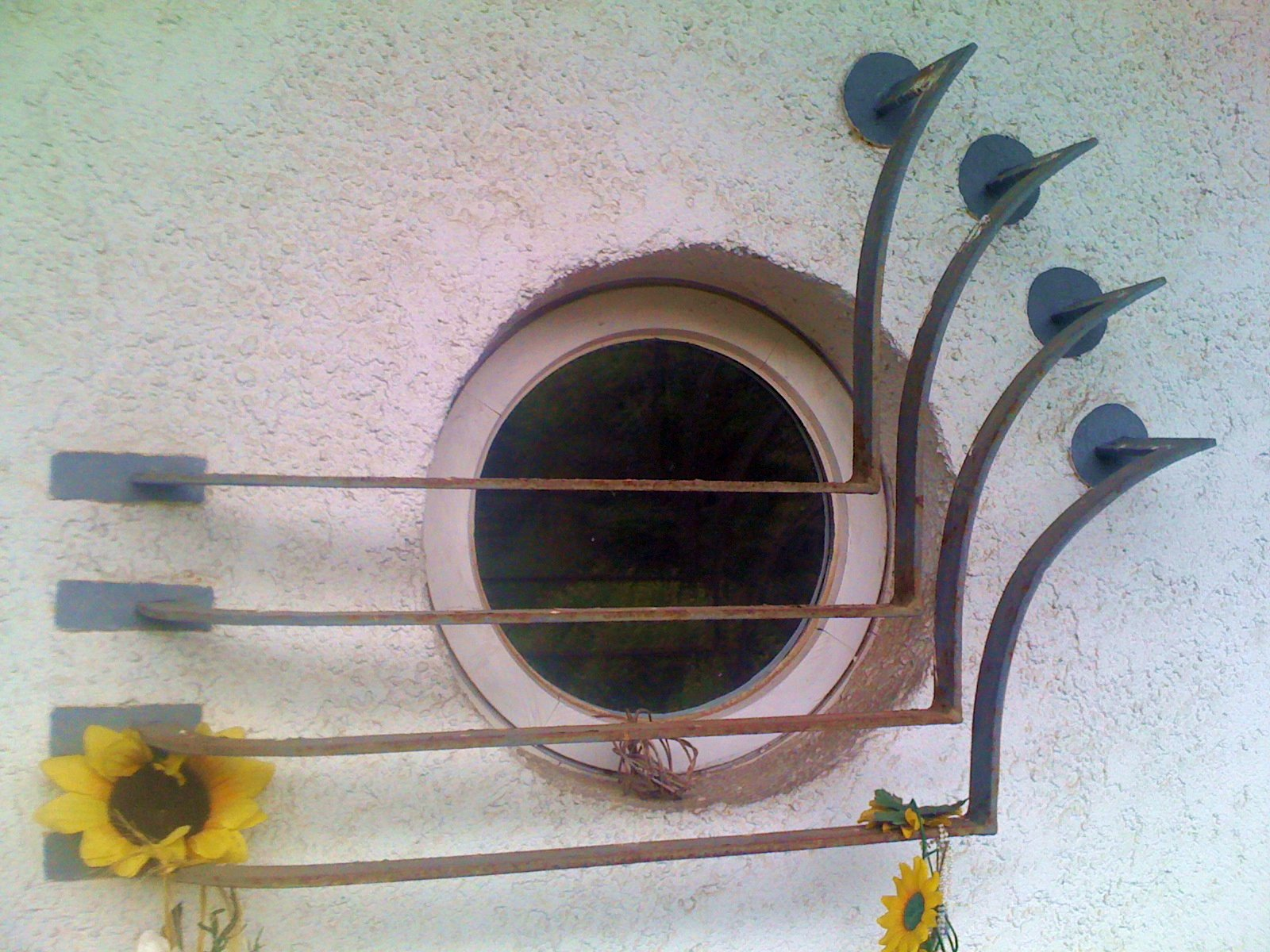
Details der Heilstätte Harzgerode

Schwethelm versuchte, mit verspielten Formen, wie zum Beispiel runden Fenster und Räumen, kunstvoll geätzten Scheiben und geschwungenen Linien, kindliche Leichtigkeit in einen schlichten Funktionsbau bringen. Charakteristisch für die Heilstätte sind die langen Balkone vor den Patientenzimmern an der Süd- und Ostseite des Gebäudes, die durch bodentiefe Fenster auch für bettlägerige Kinder zu erreichen waren. Die beiden Bettenflügel Süd und Ost sind in der Mitte durch einen vierseitigen Zentralbau verbunden, in dem sich die Funktionsräume befanden.
Die Heilstätte Harzgerode war das erste Großprojekt des jungen Architekten Godehard Schwethelm, der später u. a. auch das Diakonissen-Mutterhaus in Elbingerode entwarf. Überall im Gebäude findet man die typische Handschrift des Architekten in der allgemeinen Formgebung und in kleinen baulichen Details, wie einem Kamin aus Dachziegeln. Während ein Flügel des Ensembles in den 1990er Jahren saniert wurde, sind im Altbau noch viele Bauteile im Original vorhanden.

## Nutzung als Kinderheilstätte
Luft und Sonnenlicht sollten damals die Kinder von ihren Lungenleiden heilen. Von 1931 bis 1998 wurde die Heilstätte Harzgerode als Kinderheilstätte für Tuberkulose und als Kurklinik für Lungenkrankheiten betrieben. Die Heilstätte bot Platz für 150 junge Patienten und 150 Angestellte, die zu großen Teilen auf dem Gelände wohnten. In zwei Operationssälen wurden Lungenoperationen durchgeführt. Bis in die 1990er Jahre spielten nach wie vor Licht und Luft eine große Rolle bei der Heilung von Lungenleiden. Dazu gab es Möglichkeiten für ausgedehnte Spaziergänge auf dem Gelände und Liegekuren auf den Balkonen der Heilstätte. 
1950 erhielt die Heilstätte eine eigene Sonderschule, in den 1980er Jahren anstelle der Schulbaracken ein mehrklassiges Schulgebäude.
Nach 1990 als bauhistorisch beachtenswerte Anlage eingestuft, wurden in wenigen Jahren ca. elf Millionen DM für Sanierung, Modernisierung und Medizintechnik investiert, allein zwei Millionen DM für neueste Technik zur Röntgendiagnostik und Laborausstattung. Angesichts der ab 1991 sinkenden Zahl von Einweisungen kündigte Anfang 1995 ein Sprecher des Sozialministeriums der Landesregierung Sachsen-Anhalts die Schließung der Klinik zum Jahresende an. Eltern der betroffenen Kinder gründeten eine Initiative zur Erhaltung der Fachkinderklinik Harzgerode. Fast 17.000 Unterschriften wurden in der Region für den Erhalt der Heilstätte gesammelt. Stadtrat, Kreistag und Landtag setzten sich für den Weiterbetrieb ein. 1996 kamen nochmals rund 10.000 Unterschriften für den Erhalt der Klinik zusammen. Trotz der Proteste erfolgte im Dezember 1997 die Ankündigung der endgültigen Schließung. Zum 30. September 1998 wurde den noch 89 Beschäftigten gekündigt. Anschließend gab es zahlreiche Versuche, die Anlage einer neuen Nutzung zuzuführen.

## Heutige Nutzung
Seit 2018 bewohnt die Gemeinschaft In der Heilstätte Harzgerode eG das Gelände und baut es sukzessive als Ökodorf, Veranstaltungs- und Seminarort aus.  Jeden 1. und 3. Samstag im Monat um 15:00 Uhr finden Führungen statt. Die Termine sind auf www.FreieFeldlage.de zu prüfen, da sie sich ändern können.